# 프레체 트리콜로리

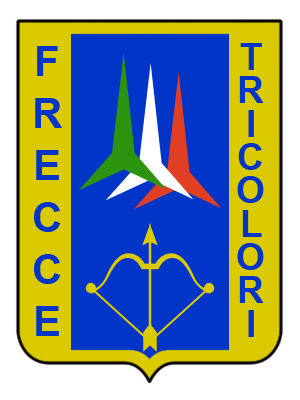
문장

공식적으로 313° 그루포 아데스트라멘토 아크로바티코로 알려져있는 프레체 트리콜로리(이탈리아어: Frecce Tricolori, 이탈리아어로 삼색 화살이라는 뜻)는 이탈리아 북동부 지역인 프리울리-베네치아 줄리아 주, 우디네현에 있는 리볼토 공군 기지에 주둔하는 이탈리아 공군 소속 공중 곡예 비행단이다. 명칭에서도 드러나듯이 곡예 비행시 옆 그림처럼 3색의 연기를 뿜어대며 화려하고도 자유분방한 공중 곡예를 보여준다. 그들은 1920년대 말까지 여러 부대에 의해 후원되었던 비공식팀을 대체하고, 공군 팀으로 1961년 창설되었다. 창설 당시에는 노스 아메리칸 F-86E 전투기를 사용했고, 1964년부터 1981년까지는 핑x 9G.91을 사용했다. 1982년부터 현재까지 아에르마키 MB-339-A/PAN을 사용하고 있다. 아에르마키 MB-339-A/PAN은 해수면에서 시속 898 km까지 비행할 수 있는 복좌식 경공격기이자 고등훈련기이다. 프레체 트리콜로리는 MB-339-A/PAN 9대와 솔로 1대 총 10대를 사용한다. (이는 세계 각국의 공중 곡예비행단 중 최고 숫자의 항공기를 사용하는 것이다.) 소형기체인 MB-339의 특징을 살려서 모든 에어쇼팀 중 가장 가까이 붙어서 비행하는 것으로 유명하다. 비행 기술, 연기 내용, 관객에 대한 쇼맨십 등에서 세계 최고 수준의 곡예 비행단이라고 평가받는다.
그 팀의 공식 명칭은 다음과 같다.
313. 그루포 아데스트라멘토 아크로바티코;
파투글리아 아크로바티카 나치오날레 (PAN) 프레체 트리콜로리.
| “ | 313. Gruppo Addestramento Acrobatico; Pattuglia Acrobatica Nazionale (PAN) Frecce Tricolori. | ” |

## 역사
프레체 트리콜로리는 이탈리아 공군의 최초 곡예 비행단이 아니었다. 1920년대 말부터 카발리노 람판테(Cavallino Rampante, 램펀트 호스), 게티 토난티(Getti Tonanti, 썬더링 제트), 디아볼리 로시(Diavoli Rossi, 레드 데블스), 티그리 비안케(Tigri Bianche, 화이트 타이거스) 그리고 란체리 네리(Lanceri Neri, 블랙 랜서스) 등 다양한 곡예 비행단이 탄생했다. 마지막으로, 1961년 공군 참모부가 단일 곡예비행단을 창설하기로 결정했는데 그것이 바로 프레체 트리콜로리(the Pattuglia Acrobatica Nazionale)이다. 그들은 MB-339로 50,000 시간 비행 기록을 경신했다.
2005년 영국 페어퍼드 RIAT 에어쇼(주요 군사 에어쇼)에서 최고상을 수상했고, 비 러시아 군대로는 최초로 러시아 항공우주 은메달 훈장을 수상했다. 2007년 9월 8일 프레체 트리콜로리는 모데나에 있는 루치아노 파바로티의 장례식에 참석하여 그에게 경의를 표하는 의미에서 녹색, 흰색, 빨간색의 연기 자국을 남기면서 의례 비행(공중 분열식)을 했다.

## 사고

### 람슈타인 에어쇼 참사
1988년 8월 28일 독일 람슈타인 공군기지에서 열린 에어쇼를 보기 위해 약 35만 명이 운집해있었다. 곡예 비행중이던 3대의 프레체 트리콜로리 제트기가 상대속도 1,600km 이상의 고속 기동중 이보 누타렐리 중령의 10번기가 마주 오던 마리오 날다니 중령의 1번기, 조르조 알레소 대위의 2번기와 45m 상공에서 공중 충돌하여 조종사들은 그 자리에서 즉사했고, 충돌로 인해 불붙은 MB-339 기체가 관중석을 덮쳤다. 사고 당시 현장에 있던 목격자들의 진술에 따르면 그 당시 사고를 "마치 폭탄을 투하한 것과 같았다."라고 표현했다. 이 사고로 70여명 목숨을 잃고 345명 이상이 부상을 입는 대형참사로 막을 내렸다.

### 영향
이 사고 이후 에어쇼의 안전 규정이 대폭 강화되어 모든 곡예비행단은 에어쇼에서 관중석 바로 위에서 교차 곡예 비행하는 것이 엄격히 금지되었고 접근을 막는 장벽을 필수적으로 설치해야만 하며, 곡예 항공기 역시 기체 간의 상호 거리를 400m 이상 이격해서 곡예 비행해야 하는 규정이 신설되었다.

## 갤러리

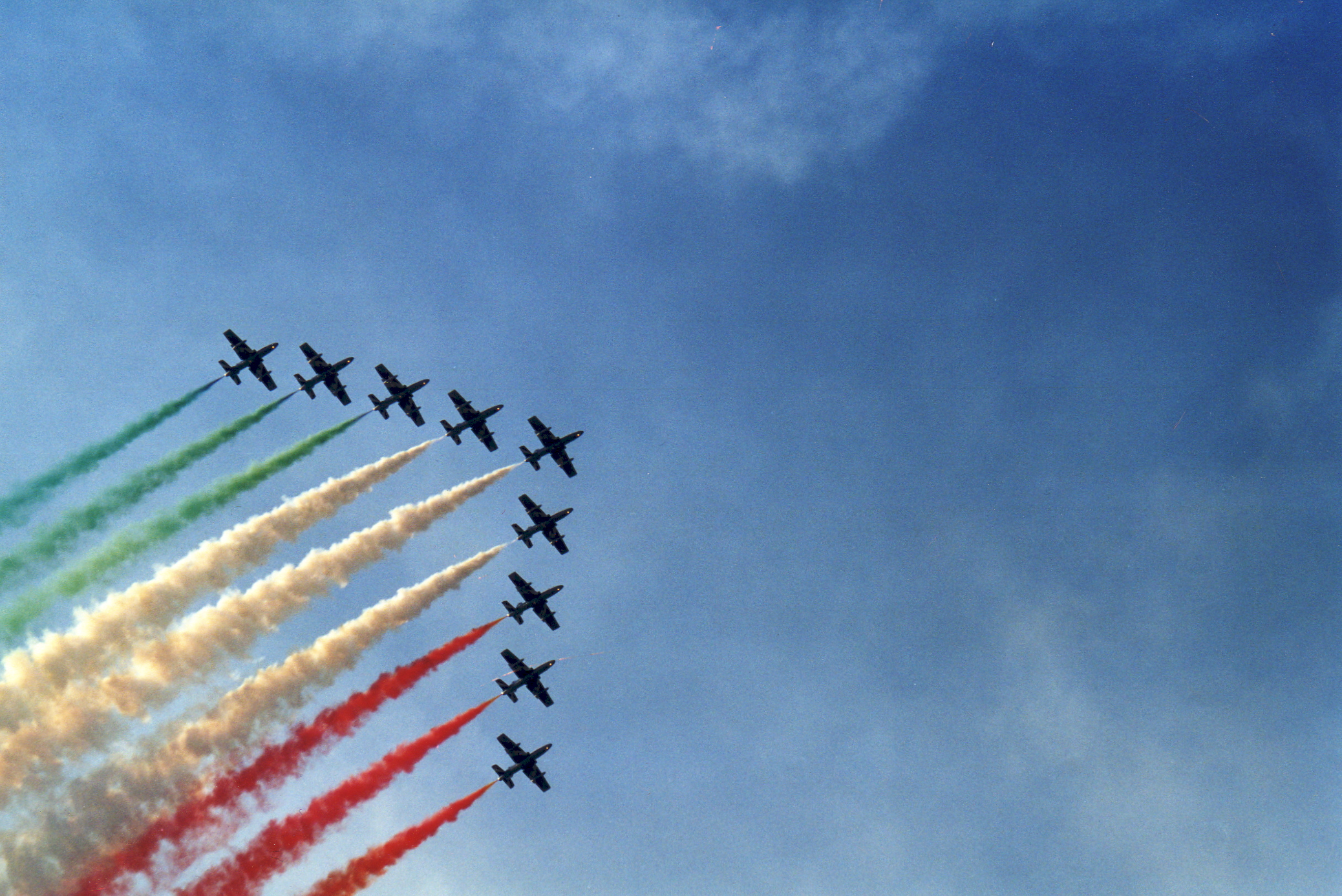
리볼토
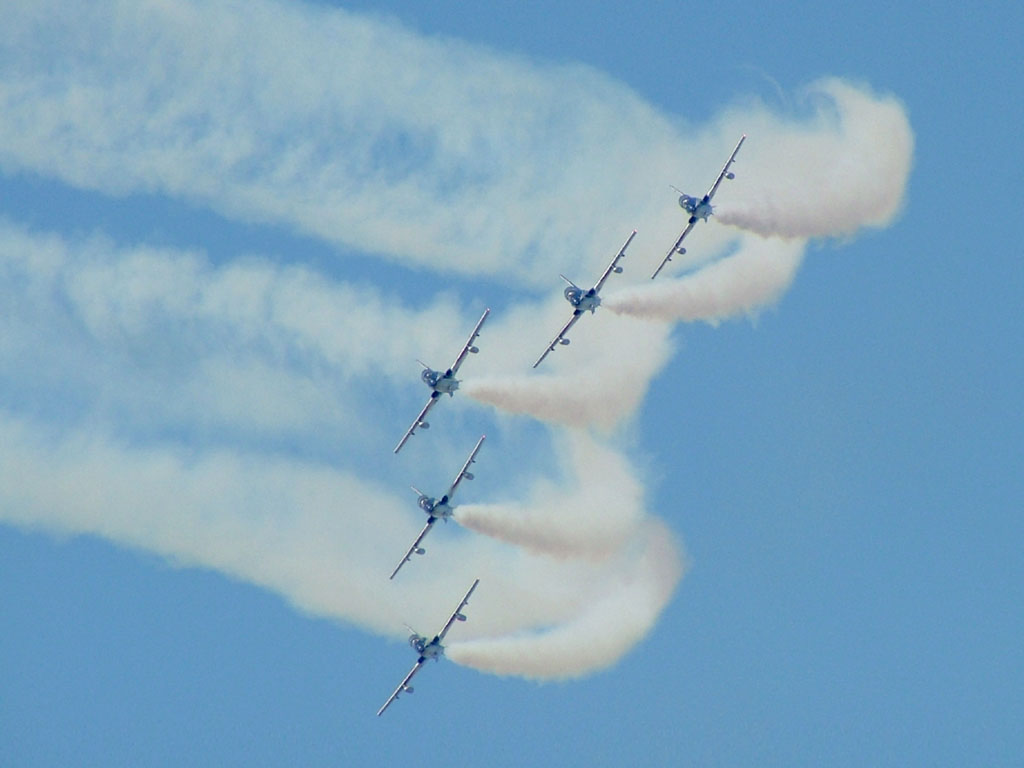
2005년 RIAT 에어쇼
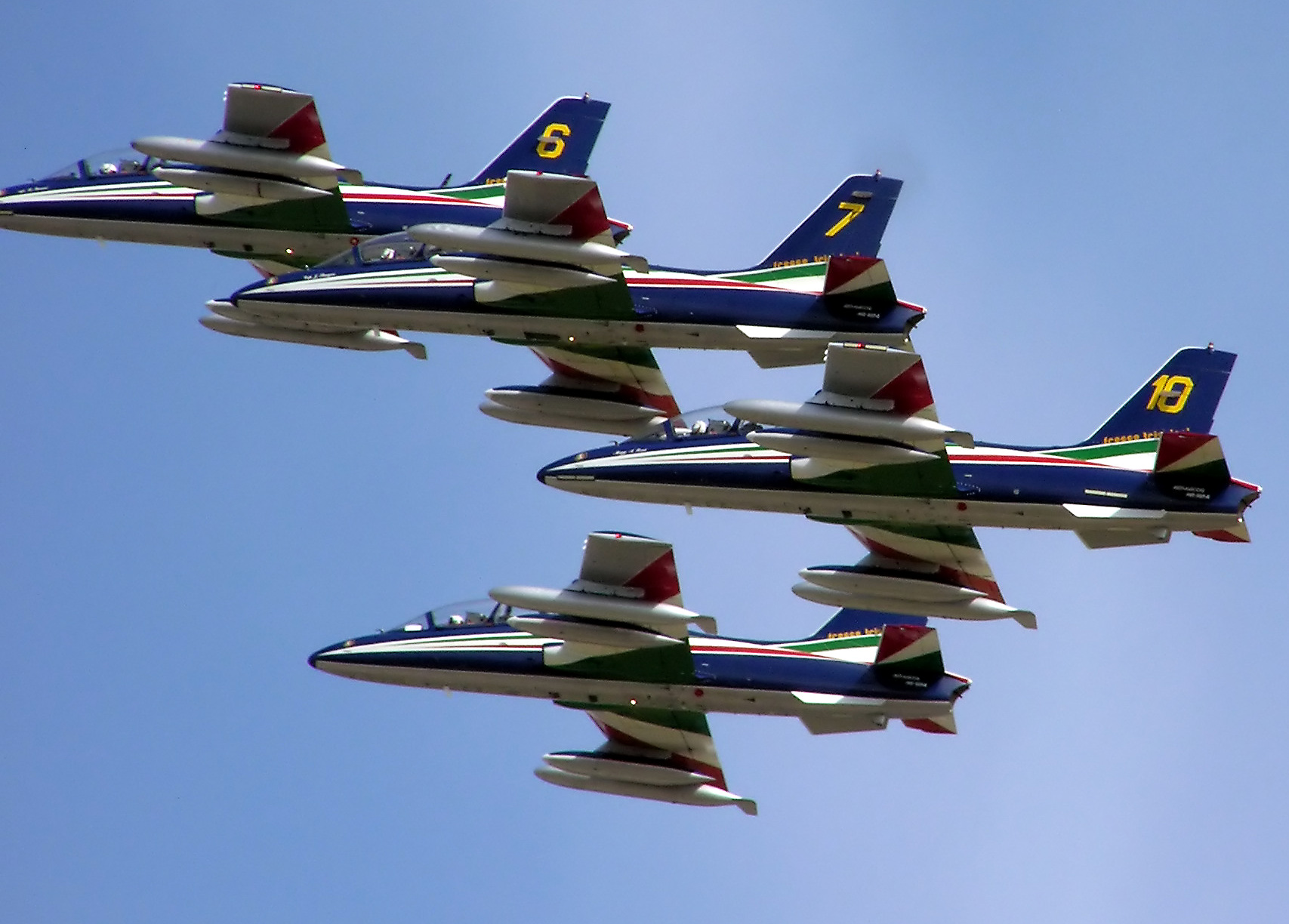
2005년 RIAT 에어쇼
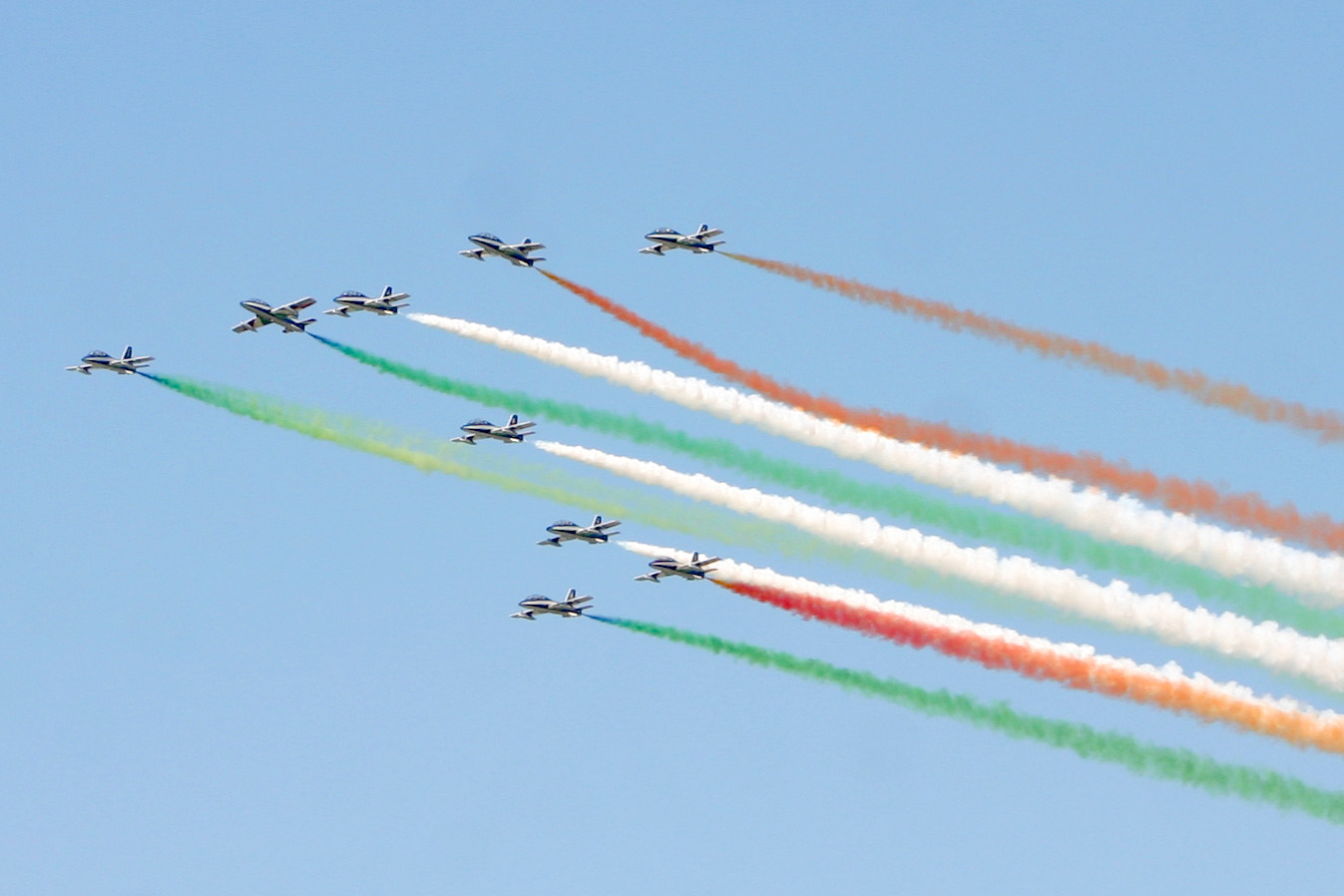
2004년 스위스 파이에른 에어쇼
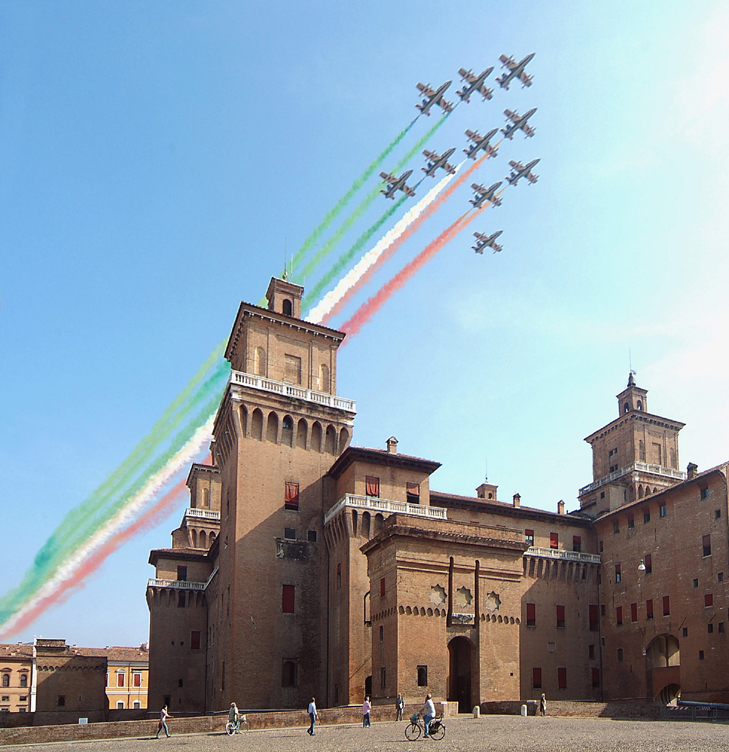
이탈리아 페라라 에스테 성
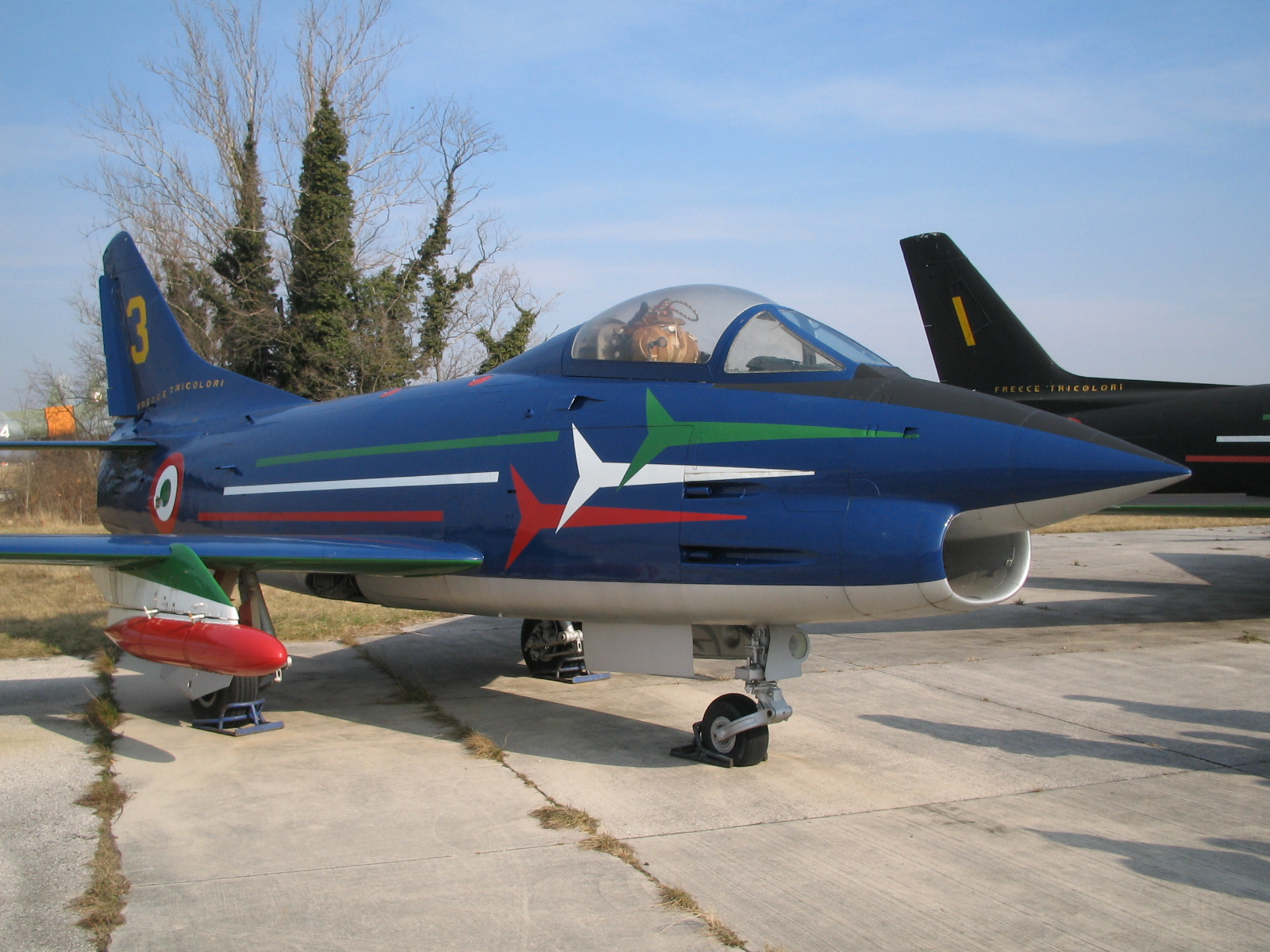
파아트 G.91 PAN
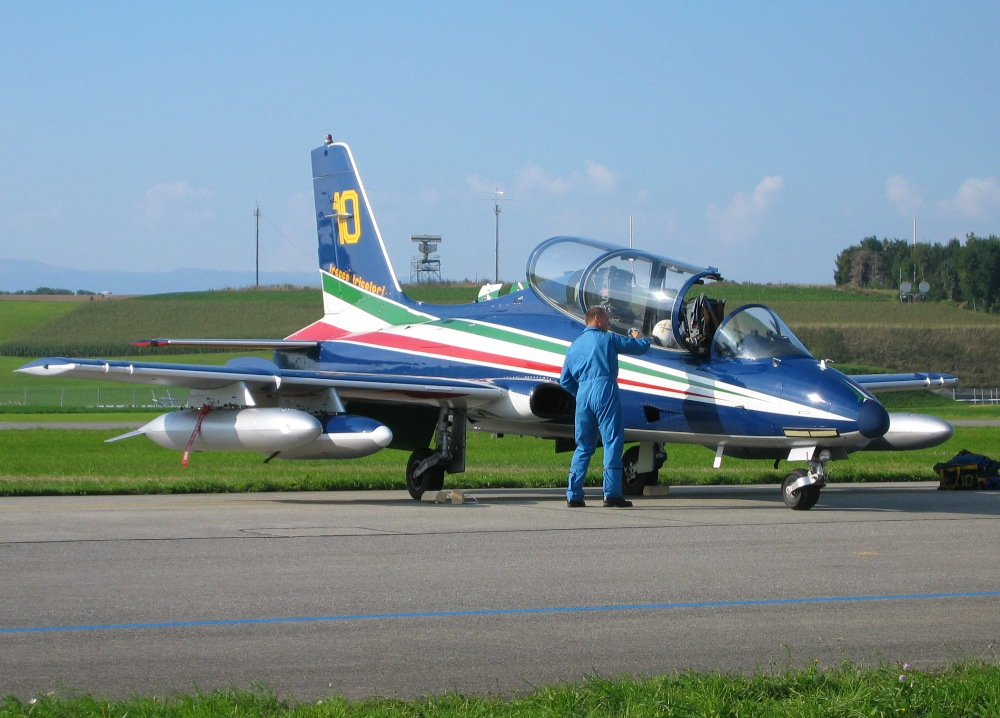
에어로마키 MB-339 PAN
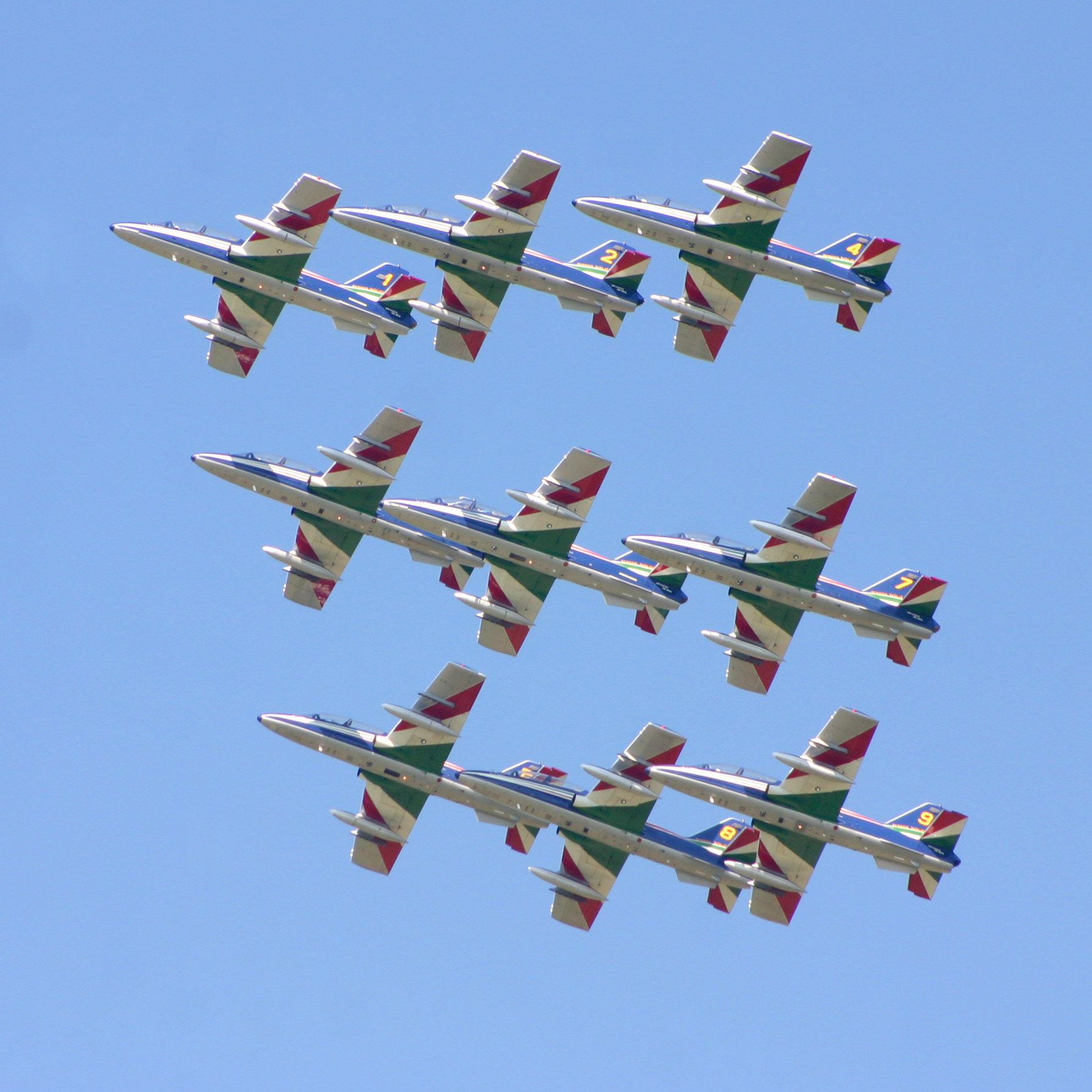
2004년 스위스 파이에른 에어쇼

## 같이 보기
- 이탈리아 공군
- 람슈타인 에어쇼 참사